# برنزویل، شهرستان انسون، کارولینای شمالی
برنزویل (به انگلیسی: Burnsville) یک منطقهٔ مسکونی در ایالات متحده آمریکا است که در شهرستان آنسن، کارولینای شمالی واقع شده‌است. برنزویل ۱۵۹ متر بالاتر از سطح دریا واقع شده‌است.